# Spoorlijn Winterswijk - Bocholt
De spoorlijn Winterswijk - Bocholt, ook bekend als de Bocholtse Baan was een internationale spoorlijn tussen Winterswijk en het Duitse Bocholt. Het Duitse gedeelte was als spoorlijn 2264 onder beheer van DB Netze.

## Geschiedenis

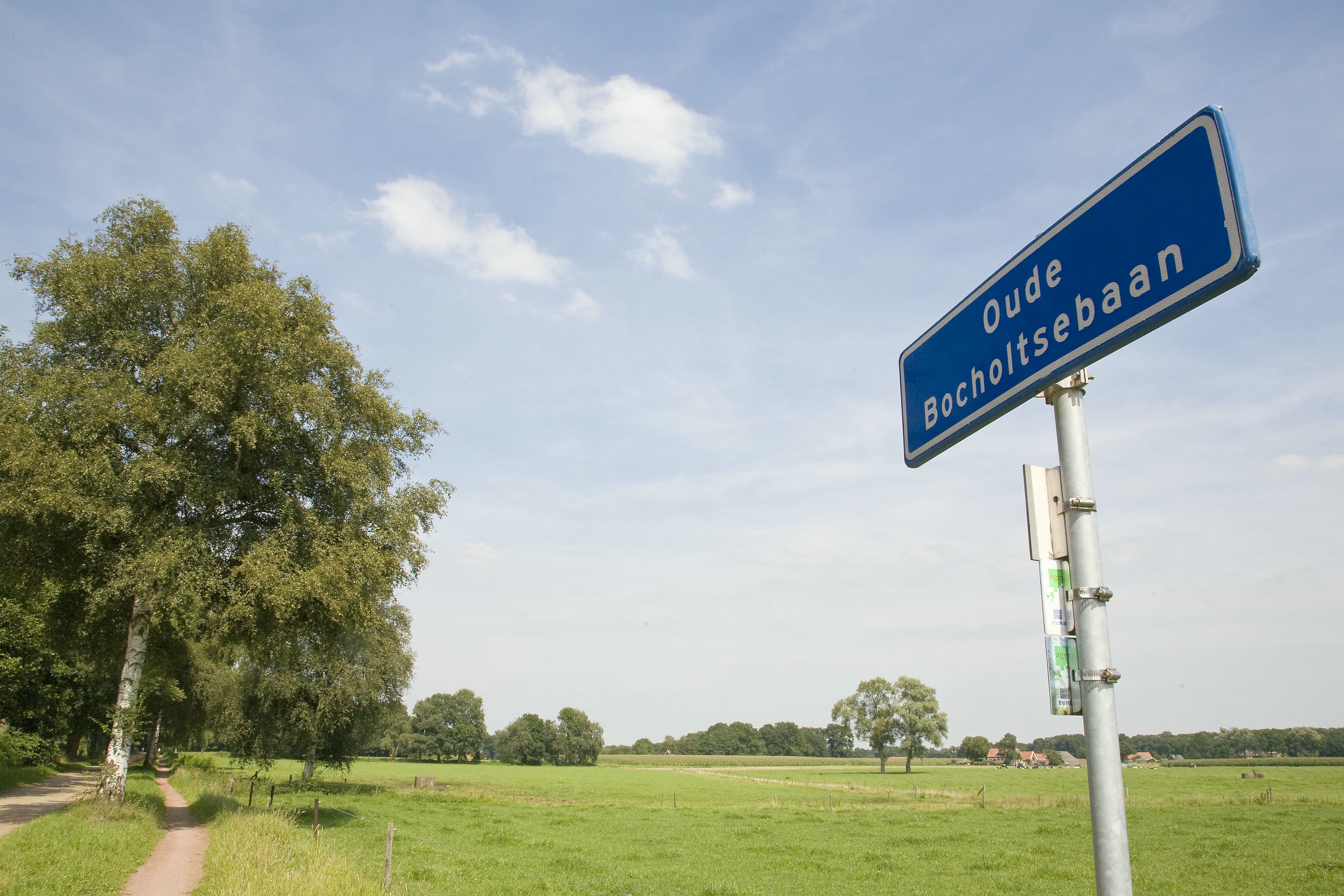
Straatnaambord Oude Bocholtse Baan

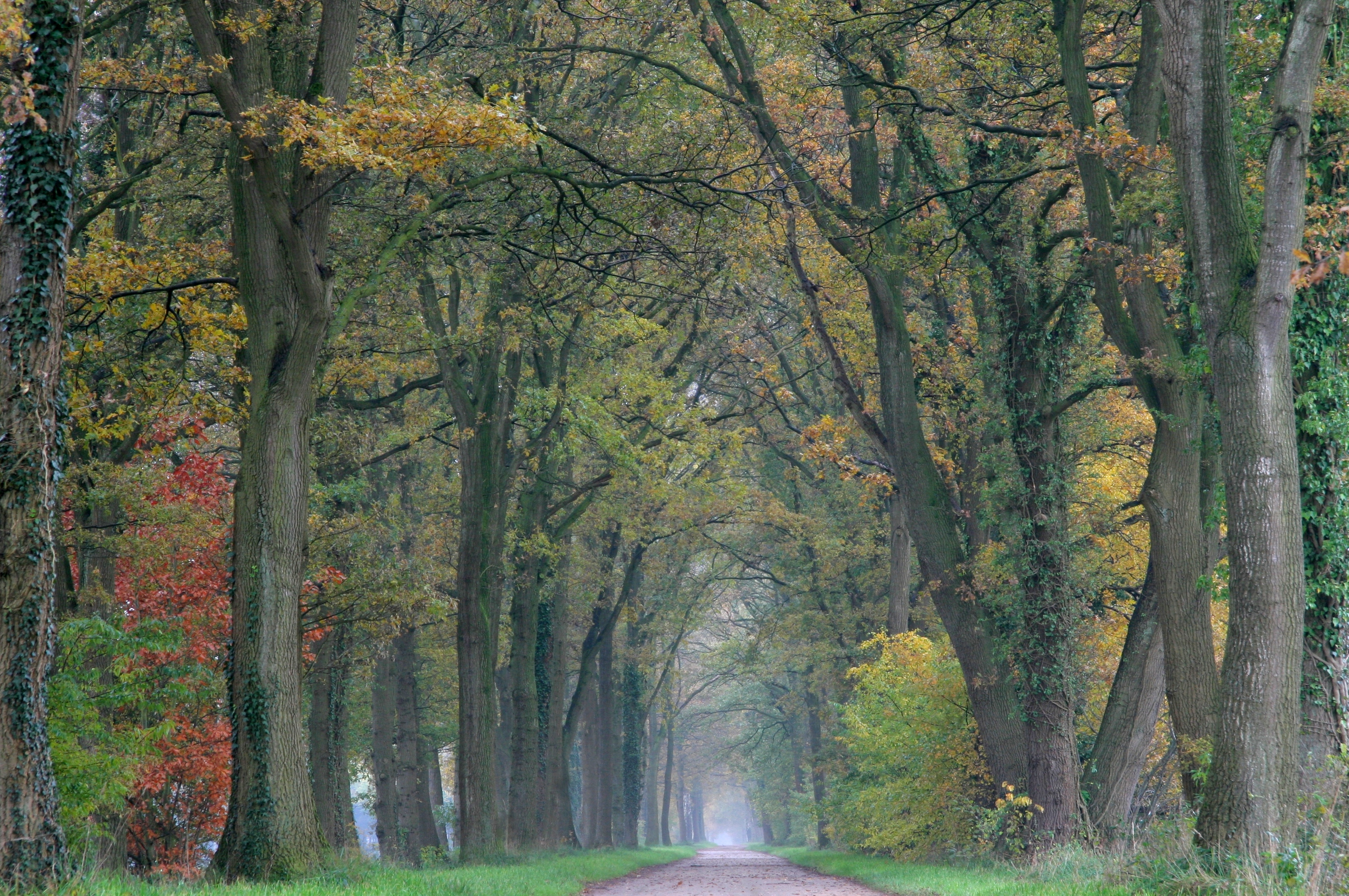
Bocholtse Baan in het Woold

De lijn werd op 2 augustus 1880 geopend en was eigendom van de Nederlandsch-Westfaalsche Spoorweg-Maatschappij (NWS). Aanvankelijk was het niet de bedoeling dat de Bocholtse Baan werd aangelegd. Maar toen de NWS een spoorlijn van Winterswijk naar Borken wilde aanleggen, wilde de regering van Pruisen alleen een vergunning afgeven als er ook een zijtak van Winterswijk naar Bocholt (Duitsland) kwam.
Echt druk is de lijn nooit bereden, het verkeer tussen Winterswijk en Barlo (Duitse Grensplaats) werd in 1916 gestopt als gevolg van de Eerste Wereldoorlog. De goederendienst kwam omstreeks 1923 terug, maar het reguliere personenvervoer is nooit meer hervat. Het goederenverkeer op de Bocholtse Baan werd wel weer zeer belangrijk. Het was een goede verbinding van Wesel naar Twente. In de jaren '20 overtrof het verkeer zelfs enige tijd dat op de spoorlijn Winterswijk - Gelsenkirchen. De economische crisis van 1929 maakte een eind aan het goederenvervoer. In 1931 is de Bocholtse Baan opgeheven.
Tot 1936 reden er nog tweemaal per jaar bedevaartstreinen vanuit Winterswijk via Bocholt en Wesel naar Kevelaer. In dat jaar brak de NS, die de NWS had genaast (gedwongen overname), de lijn tussen Winterswijk en Barlo op. Van Bocholt tot Barlo bleef nog geruime tijd goederenverkeer bestaan.
Aan het eind van de Tweede Wereldoorlog hebben de Duitsers de spoorlijn willen heraanleggen voor militair gebruik. Dit is nooit voltooid. Er stonden toen aan de Nederlandse kant van de grens een aantal wagons geladen met munitie die door de Britse en Amerikaanse vliegtuigen werden beschoten en vervolgens ontploften. Ten gevolge hiervan hebben omwonenden nog tot in de jaren 70 op scherp staande munitie gevonden.

## Huidige toestand

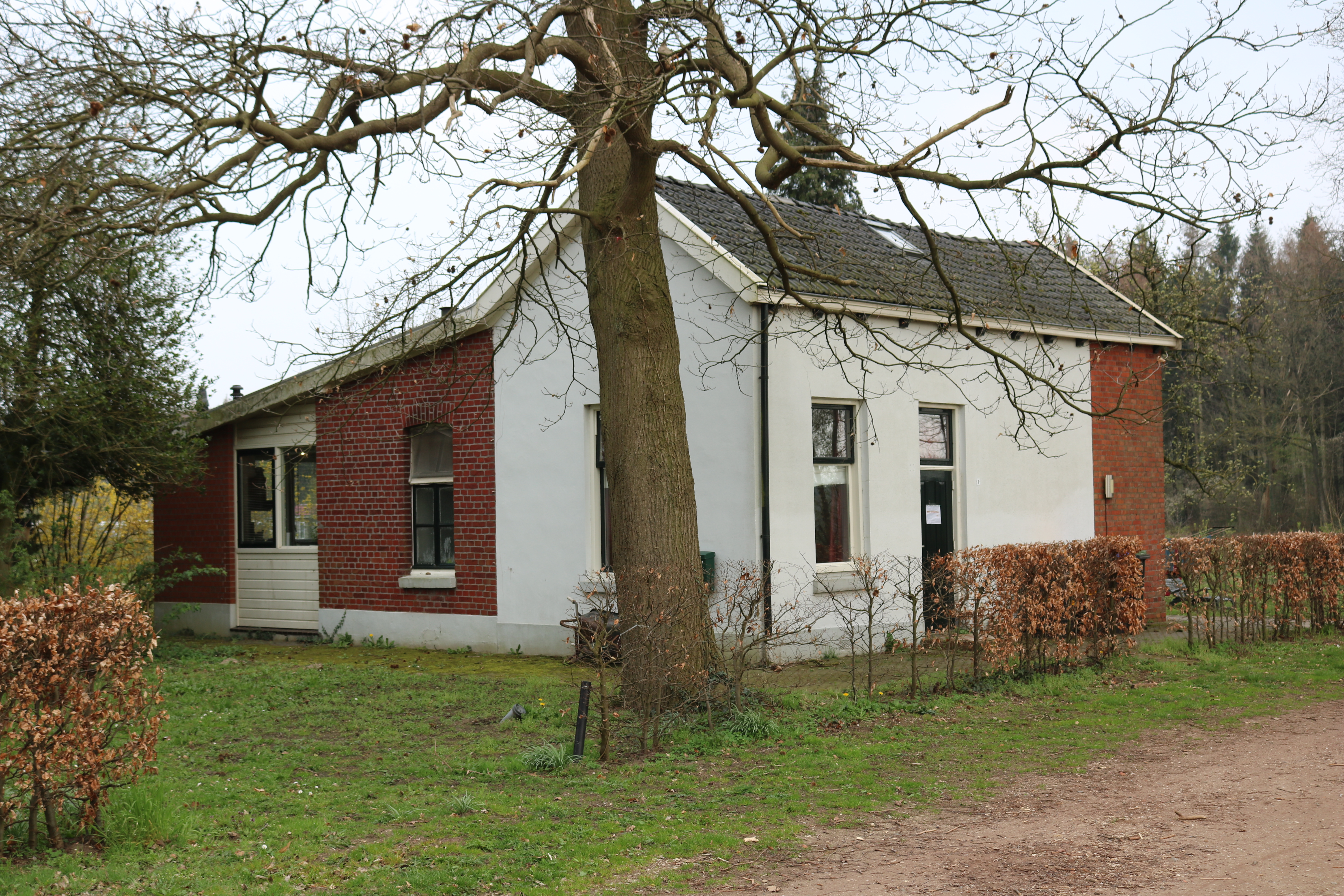
Voormalige wachterswoning aan de De Slingeweg

De spoorlijn is na de oorlog opgebroken. Alleen de sectie Bocholt – Barlo was nog tot 1995 met Goederentreinen bereden. Het vervoer Winterswijk–Barlo wordt met een deeltaxi verzorgd. Thans ligt er een fietspad over het tracé van Winterswijk tot de grens en tussen Barlo en Bocholt.
Langs het tracé staan ten zuiden van Winterswijk nog twee voormalige wachterswoningen: één op de hoek van de Oude Bocholtsebaan / De Slingeweg en één op de hoek van de Oude Bocholtsebaan / Meester Brouwerlaan.